# Aurinia
Aurinia é um género botânico de plantas da família das Brassicaceae. Dependendo dos sistemas de classificação, compartilha algumas espécies com o género Alyssum (como, por exemplo, Alyssum saxatile, considerado por alguns botânicos como sendo Aurinia saxatilis). O termo, em latim, faz uma associação ao ouro (auri-), que também se reflecte nos nomes populares dados às espécies que engloba.

## Espécies
- Aurinia corymbosa
- Aurinia gionae
- Aurinia moreana
- Aurinia petraea (Ard.) Schur
- Aurinia saxatilis (L.) Desv.
- Aurinia rupestris Cullen. T.R. Dudley (ou A. cyclocarpa)
- Aurinia sinuata (L.) Griseb.
- Aurinia uechtritziana